# Charles Huntziger
Charles Huntziger (Lesneven, 25 juni 1880 - bij Le Vigan (Gard), 1 november 1941) was een Franse generaal tijdens de Eerste Wereldoorlog en de Tweede Wereldoorlog.
Huntziger studeerde in 1900 af en ging bij de koloniale infanterie. Tijdens de Eerste Wereldoorlog was hij gelegerd in het Midden-Oosten. Hij was chef-staf voor operaties van het Geallieerd Expeditieleger. In 1918 nam hij deel aan de ontwikkeling van het offensief van generaal Louis Franchet d'Espèrey tegen de Duitse en Bulgaarse troepen, die leidde tot overwinning voor de geallieerden en de ondertekening van de Wapenstilstand van Mudros in oktober 1918.
In 1933 werd Huntziger benoemd tot opperbevelhebber van de troepen in de Levant. Hij heeft deelgenomen aan de onderhandelingen om de teruggave van het Sandjak van Alexandretta, toen deel van het Franse mandaatgebied Syrië aan Turkije.

## Huntzinger tijdens de Tweede Wereldoorlog
Tijdens de Tweede Wereldoorlog, in 1939-1940, leidde hij het Tweede Franse Leger, en vervolgens de Vierde Legergroep in de Ardennen. Hij vocht tijdens de Slag om Frankrijk met het Tweede Leger. Op 13 mei 1940 onderging hij met het 2e leger de doorbraak van Sedan. Zijn reacties werden vervolgens als ongepast beoordeeld - zoals het sturen van lichte pantsers zonder artilleriesteun - en zijn gebrek aan initiatief maakte het succes van het Duitse offensief een stuk gemakkelijker. Hij slaagde er toen echter in om zijn verantwoordelijkheid te ontlopen en door vaardige manoeuvres zijn verantwoordelijkheid over te dragen aan generaal Corap.

### Frankrijks overgave
Philippe Pétain belastte hem met de onderhandelingen over een wapenstilstand met Duitsland en Italië. Hij was het hoofd van de Franse delegatie tijdens de ondertekening van de Wapenstilstand van Compiègne op 22 juni 1940.
Na de wapenstilstand werd Huntziger voor het Vichy-regime minister van Oorlog, en daarna opperbevelhebber van de landmacht (september 1941). Hij ondertekende samen met Philippe Pétain, Pierre Laval, Raphaël Alibert, Marcel Peyrouton, Paul Baudouin, Yves Bouthillier en François Darlan het antisemitische Statut des juifs (dat negen Joodse generaals uitsloot van het leger).
Hij kwam in november 1941 om bij een vliegtuigongeluk in de buurt van Le Vigan, na terugkomst van een inspectie in Noord-Afrika.

## Militaire loopbaan
- Colonel: maart 1922[2]
- Général de brigade: 7 december 1928[2]
- Général de division: 20 maart 1933[2]
- Général de corps d'armée: 13 maart 1935[2]
- Général d'armée: 17 mei 1938[2]

## Onderscheidingen
- Legioen van Eer
  - Grootofficier op 30 juni 1937[3]
  - Commandeur op 23 december 1927[3]
  - Officier op 10 juli 1920[4]
  - Ridder op 19 november 1915[5]
- Croix de guerre 1914-1918 met Palm[5]
- Herinneringsmedaille aan de Oorlog 1914-1918
- Soldatenkruis
- Overwinningsmedaille